# Sept Ans de séduction
Pour plus de détails, voir Fiche technique et Distribution.
Sept Ans de séduction ou Un amour comme ça au Québec (A Lot Like Love) est un film américain réalisé par Nigel Cole, sorti en 2005.

## Synopsis
Oliver et Emily se sont rencontrés dans un aéroport, à bord d'un avion, dans des circonstances plutôt étranges. Emily qui venait de se faire larguer par son petit ami, se jette sur Oliver dans les toilettes de l'avion. Après cette première approche plutôt fracassante, Oliver tente de faire connaissance avec Emily qui est plutôt extravertie. Ils se quittent comme ils se sont rencontrés, avant de se retrouver à plusieurs reprises à différentes étapes de leurs vies mais jamais dans une situation propice l'un comme l'autre à la création d'une relation durable.

## Fiche technique
- Titre original : A Lot Like Love
- Titre français : Sept Ans de séduction
- Titre québécois : Un amour comme ça
- Réalisation : Nigel Cole
- Scénario : Colin Patrick Lynch
- Musique : Alex Wurman
- Photographie : John de Borman
- Montage : Susan Littenberg
- Décors : Tom Meyer
- Costumes : Alix Friedberg
- Producteurs : Armyan Bernstein (en), Kevin J. Messick, Lisa Bruce, Zanne Devine, Suzann Ellis et Charlie Lyons
- Société de production : Touchstone Pictures
- Budget : 30 millions de $
- Pays d'origine :  États-Unis
- Langue originale : anglais, langue des signes
- Format : couleur – 35 mm – 1,85:1 – DTS / Dolby Digital / SDDS
- Genre : comédie dramatique, romance
- Durée : 107 minutes
- Dates de sortie : 
  - États-Unis : 22 avril 2005
  - France : 10 août 2005
  - Belgique : 24 août 2005

## Distribution
- Amanda Peet (VFB : Maia Baran ; VQ : Isabelle Leyrolles) : Emily Friehl

Affiche au El Capitan Theatre.

- Ashton Kutcher (VFB : Christophe Hespel ; VQ : Nicolas Charbonneaux-Collombet) : Oliver Martin
- Taryn Manning (VQ : Geneviève Déry) : Ellen Martin
- Aimee Garcia : Nicole
- Amy Aquino (VQ : Johanne Garneau) : Diane Martin
- Tyrone Giordano : Graham Martin
- Melissa van der Schyff : Carol Martin
- Theresa Spruill : Street Vendor
- Moon Bloodgood (VQ : Manon Arsenault) : Bridget
- Josh Stamberg (VFB : Olivier Cuvelier) : Michael
- James Read (VQ : Daniel Lesourd) : Brent Friehl
- Molly Cheek (VQ : Isabelle Miquelon) : Christine
- Kal Penn (VFB : David Pion ; VQ : Sébastien Reding) : Jeeter
- Gabriel Mann (VQ : Benoit Éthier) : Peter
- Kathryn Hahn (VFB : Sophie Landresse ; VQ : Éveline Gélinas) : Michelle
- Ali Larter (VFB : Colette Sodoyez ; VQ : Rafaëlle Leiris) : Gina
- Jeremy Sisto (VFB : Gilles Wiernik ; VQ : Gilbert Lachance) : Ben Miller
- Lee Garlington : Agente de bord
- Birdie M. Hale : Vieille femme
- Meghan Markle : Natalie

## Production

### Tournage
Le tournage s'est déroulé à Antelope Valley, Los Angeles et New York.